# نيمانيا ميتروفيتش
نيمانيا ميتروفيتش (بالإنجليزية: Nemanja Mitrović)‏ مواليد 27 يوليو 1990 في سراييفو، جمهورية البوسنة والهرسك الاشتراكية، هو لاعب كرة سلة كندي. بدأ مسيرته الاحترافية في سنة 2012. يلعب مع أورينسي في الدوري الإسباني لكرة السلة الدرجة الثانية. يبلغ طوله 6 قدم 6 بوصة (2.0 م).

## المسيرة الاحترافية
لعب مع سوتور باسكت مونتيجرانارو في موسم 2013–2014، ثم لعب مع نادي بانلفسينياكوس لكرة السلة في سنة 2015، ثم لعب مع نادي أورينسي لكرة السلة في الدوري الإسباني في سنة 2016.

## روابط خارجية
- نيمانيا ميتروفيتش على موقع كرة السلة الأوروبية.كوم (الإنجليزية)
- نيمانيا ميتروفيتش على موقع كلية كرة السلة في سبورتس رفرنس.كوم (الإنجليزية)
- نيمانيا ميتروفيتش على موقع ريلجم (الإنجليزية)
- نيمانيا ميتروفيتش على موقع بروبوليرز (الإنجليزية)
- نيمانيا ميتروفيتش على موقع سبورتس رفرنس (الإنجليزية)